# Ronielson da Silva Barbosa
Ronielson da Silva Barbosa, meglio noto come Rony (Magalhães Barata, 11 maggio 1995), è un calciatore brasiliano, attaccante dell'Atlético Mineiro.

## Caratteristiche tecniche
È un centravanti veloce, rapido. È abile nel dribbling e nell'uno contro uno.

## Carriera

### Club
Cresciuto nelle giovanili del Remo, ha esordito il 20 luglio 2014 in occasione del match di Série D vinto 2-0 contro il Moto Club.

### Nazionale
Il 3 marzo 2023 viene convocato per la prima volta dalla nazionale maggiore, con cui esordisce 22 giorni dopo nell'amichevole persa 2-1 contro il Marocco.

## Statistiche

### Cronologia presenze e reti in nazionale
| Cronologia completa delle presenze e delle reti in nazionale ― Brasile | Cronologia completa delle presenze e delle reti in nazionale ― Brasile | Cronologia completa delle presenze e delle reti in nazionale ― Brasile | Cronologia completa delle presenze e delle reti in nazionale ― Brasile | Cronologia completa delle presenze e delle reti in nazionale ― Brasile | Cronologia completa delle presenze e delle reti in nazionale ― Brasile | Cronologia completa delle presenze e delle reti in nazionale ― Brasile | Cronologia completa delle presenze e delle reti in nazionale ― Brasile |
| Data                                                                   | Città                                                                  | In casa                                                                | Risultato                                                              | Ospiti                                                                 | Competizione                                                           | Reti                                                                   | Note                                                                   |
| ---------------------------------------------------------------------- | ---------------------------------------------------------------------- | ---------------------------------------------------------------------- | ---------------------------------------------------------------------- | ---------------------------------------------------------------------- | ---------------------------------------------------------------------- | ---------------------------------------------------------------------- | ---------------------------------------------------------------------- |
| 25-3-2023                                                              | Tangeri                                                                | Marocco                                                                | 2 – 1                                                                  | Brasile                                                                | Amichevole                                                             | -                                                                      | 54’ 64’                                                                |
| 17-6-2023                                                              | Cornellà de Llobregat                                                  | Brasile                                                                | 4 – 1                                                                  | Guinea                                                                 | Amichevole                                                             | -                                                                      | 90+2’                                                                  |
| 20-6-2023                                                              | Lisbona                                                                | Brasile                                                                | 2 – 4                                                                  | Senegal                                                                | Amichevole                                                             | -                                                                      | 57’                                                                    |
| Totale                                                                 |                                                                        | Presenze                                                               | 3                                                                      |                                                                        | Reti                                                                   | 0                                                                      |                                                                        |

## Palmarès

### Club

#### Competizioni internazionali
- J.League Cup / Copa Sudamericana Championship: 1

Athl. Paranaense: 2019
- Coppa Libertadores: 2

Palmeiras: 2020, 2021
- Recopa Sudamericana: 1

Palmeiras: 2022

#### Competizioni statali
- Campionato paulista: 3

Palmeiras: 2022, 2023, 2024
- Campionato mineiro: 1

Atlético Mineiro: 2025

#### Competizioni nazionali
- Campionato brasiliano: 2

Palmeiras: 2022, 2023
- Supercoppa del Brasile: 1

Palmeiras: 2023